# Roger Poupon
Pour les articles homonymes, voir Poupon.
Roger Poupon, né le 1er décembre 1888 à Clermont-Ferrand et mort le  12 septembre 1976 à Nice, est un as de l'aviation français de la Première Guerre mondiale. Ayant remporté huit victoires, il finit la guerre avec le grade de capitaine.

## Biographie
Roger Poupon est né dans une famille aisée de bijoutiers du Puy-de-Dôme. Il reçoit une éducation qui lui permet d’obtenir une très bonne maîtrise de l’anglais, l’allemand et l’italien.
De 1909 à 1911, il effectue son service militaire au 10e régiment de chasseurs à cheval à Moulins où il est nommé maréchal des logis,.

### Première Guerre mondiale
Lorsque la Première Guerre mondiale éclate, il se bat avec son régiment en Lorraine puis participe à la bataille de la Marne.
Le 13 octobre 1914, il est nommé sous-lieutenant et muté au 3e régiment de chasseurs à cheval. Avec ce dernier, il se bat dans le secteur de Verdun et dans la Somme,.

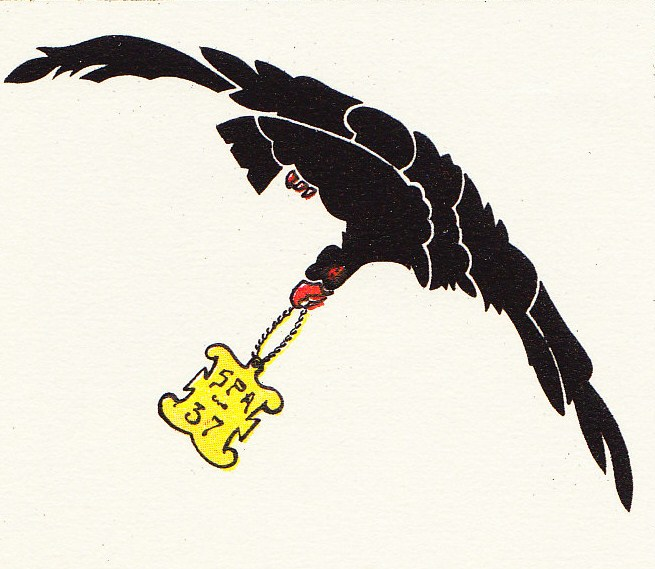
Premier insigne de la SPA 37

En mars 1916, il sollicite son intégration dans l’armée d’active et demande à être affecté dans l’aviation. Sa demande est acceptée et en novembre 1916 il rejoint une école de pilotage dont il sort breveté en avril 1917. Il est affecté à l'escadrille SPA 37.
Il réalise ses premières missions de combat pendant la bataille du Chemin des Dames puis dans la région de Verdun sans remporter de victoire. À l'automne 1917, il est nommé lieutenant.

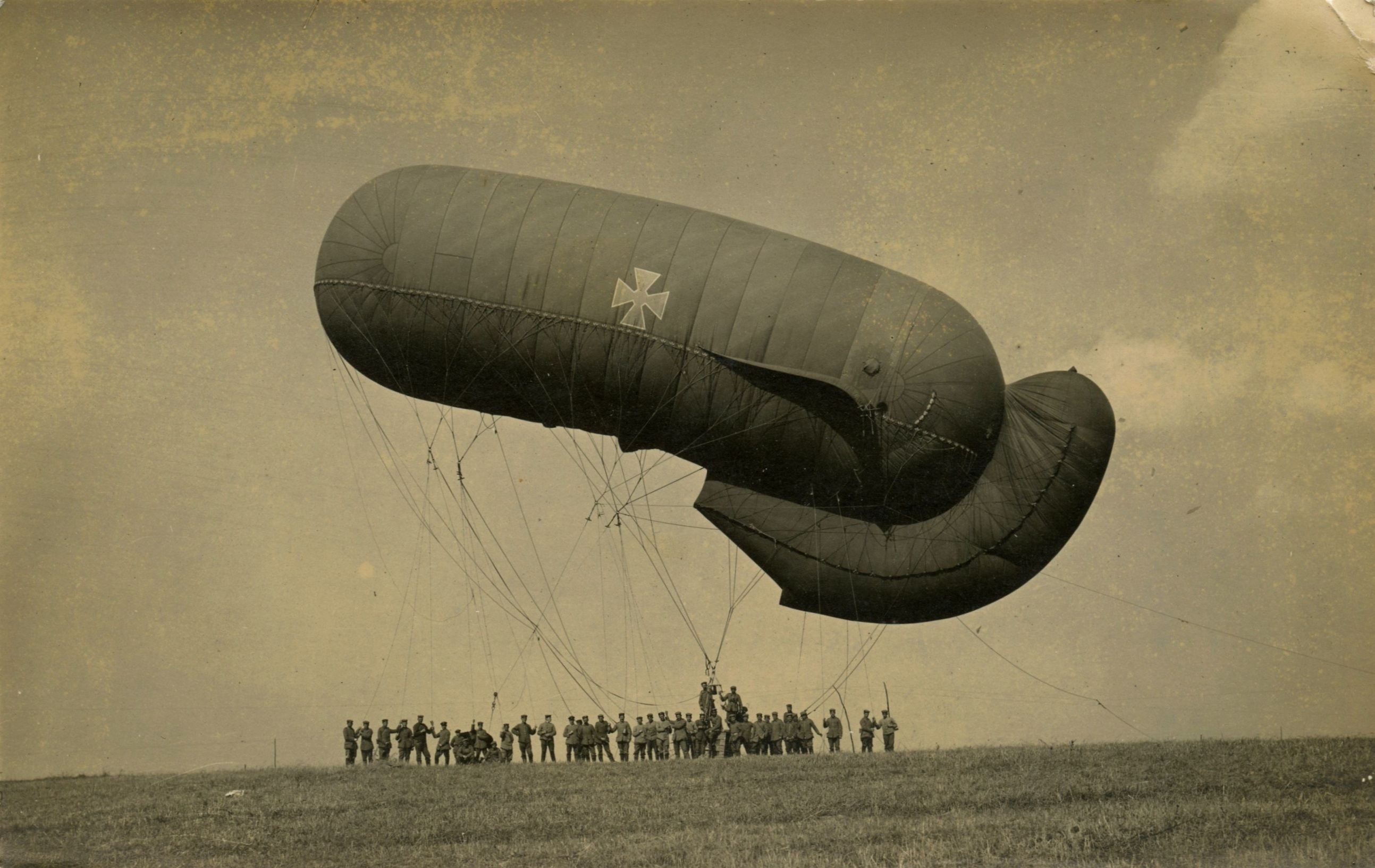
Un Drachen de l'armée impériale allemande.

Au début de l’année 1918, son unité est intégrée à la Division Aérienne du général Marie Charles Duval. Le lieutenant Roger Poupon remporte ses premières victoires lors de missions de mitraillage des troupes allemandes. Le 27 mars 1918, il abat un ballon captif Drachen. Quatre jours plus tard il détruit un chasseur Albatros D.
Le 18 juin 1918, il est nommé à la tête de son unité et obtient trois nouvelles victoires puis deux autres en août. Le 10 octobre 1918, il remporte son huitième succès.

### Entre-deux-guerres
Après l'armistice, il est affecté avec son unité en Allemagne avec les troupes françaises d'occupation.
En 1920, il est muté au 1er régiment d’aviation de chasse à Thionville. Grâce à sa connaissance des langues étrangères, il est affecté à la mission de contrôle aéronautique de Bulgarie. En 1921, il est nommé capitaine et muté à l'état major du maréchal Ferdinand Foch jusqu'en 1929.
En 1930, il est nommé commandant et lieutenant-colonel en 1933. En 1935, il est attaché de l’Air à l’ambassade de France en Italie. À ce poste, en 1937, il est promu colonel.

### Seconde Guerre mondiale
Le 15 février 1940, pendant la drôle de guerre, il rentre en France. Le 18 avril 1940, il est détaché à la commission aéronautique du Sénat où il assiste à l’effondrement du pays.
Après l'armistice, il est mis en congé et refuse de servir le gouvernement de Vichy. Il se retire au Mont Dore.
Le 27 juillet 1941, à Monaco, Geneviève Grojean[Quoi ?]
Pendant les combats de la Libération, il se met à la disposition des Forces françaises de l'intérieur (FFI) du Mont-Dore, qui le trouvent trop âgé. Fin 1944, il propose ses services au ministère de l'Air, qui décline sa proposition.
Le 20 septembre 1945, il est admis à la retraite.

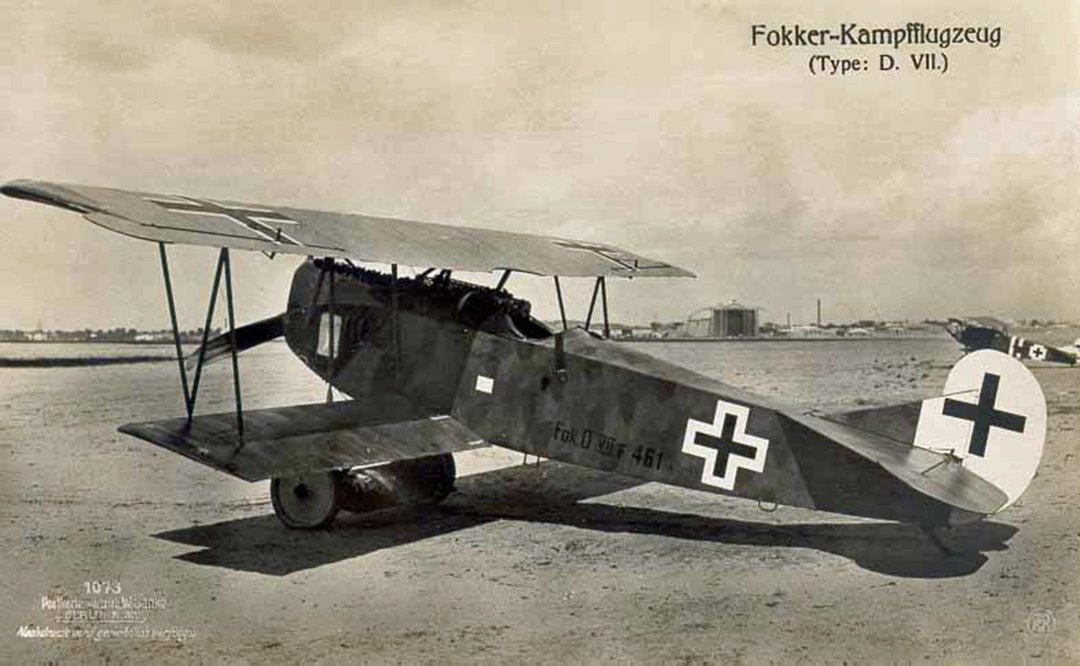
Fokker D.VIIF en 1918

Mort à Nice le 12 septembre 1976, il est inhumé au cimetière du Cap d'Ail avec sa femme Geneviève.

## Liste des victoires
| N° | Date            | Revendiqué   | Lieu        | Notes                                                                           |
| -- | --------------- | ------------ | ----------- | ------------------------------------------------------------------------------- |
| 1  | 27 mars 1918    | Drachen      |             | Avec Sgt Louis Marot                                                            |
| 2  | 31 mars 1918    | Albatros D   | Rollot      | Avec Lt Barny de Romanet, MdL Coupillaud - Jasta 63, Vfw Friedrich Neubauer tué |
| 3  | 28 juin 1918    | Biplace      | NE. Ambleny | Avec Sgt Morin, Sgt Francisquet                                                 |
| 4  | 30 juin 1918    | Fokker D.VII | Chouy       | Avec S/Lt Barny de Romanet                                                      |
| 5  | 30 juin 1918    | Fokker       |             | Avec Sgt Morin                                                                  |
| 6  | 9 août 1918     | Avion        | Mortemer    | Avec Lt Barny de Romanet, Lt Fernand Guyou, Sgt Coupillaud                      |
| 7  | 22 août 1918    | Biplace      | Soissons    | Avec S/Lt Barny de Romanet                                                      |
| 8  | 10 octobre 1918 | Avion        | Champagne   | Avec MdL Léon Daniel, Sgt Augustin Lecomte                                      |

## Distinctions
- Chevalier de la Légion d'honneur (30 juillet 1918 ) avec la citation[6] :

« Officier d’élite ayant servi au début de la guerre avec la cavalerie où il a agi avec brio. Un commandant d’escadrille remarquable, donnant un exemple de courage rare et de l’esprit le plus élevé. Risquant le danger en menant toujours ses patrouilles, il a créé chez ses pilotes une camaraderie au combat qui assure que sa patrouille d’escadrille est une arme offensive puissante qui permet d’obtenir un maximum de résultats. Il a récemment abattu successivement deux avions ennemis, ce qui a porté à cinq le nombre de ses victoires. Six citations. »

- Croix de guerre 1914–1918 :  5 palmes ; 2 étoiles vermeil ; 2 étoiles d'argent ; 1 étoile de bronze[3],[4].